# Fuirena mutali
Fuirena mutali är en halvgräsart som beskrevs av A. Muthama Muasya och Inger Nordal. Fuirena mutali ingår i släktet Fuirena och familjen halvgräs. Inga underarter finns listade i Catalogue of Life.